# 29656 Leejoseph
A 29656 Leejoseph (ideiglenes jelöléssel (29656) 1998 WA12) a Naprendszer kisbolygóövében található aszteroida. A LINEAR projekt keretében fedezték fel 1998. november 21-én.